# Tachina flavipes
Tachina flavipes là một loài ruồi trong họ Tachinidae.